# Stadtweiher (Dachau)
Der Landschaftssee und der nahe Stadtweiher sind Baggerseen bei Dachau, Landkreis Dachau, Oberbayern. 
Sie befinden sich im Süden Dachaus und bilden zusammen mit einem lokalen Berg mit 503 m Höhe und weiterem Wald- und Wiesengelände ein Erholungsgelände mit Landschaftsschutzgebiet auf dem Gebiet der früheren Müllkippe Schinderkreppe.

## Galerie

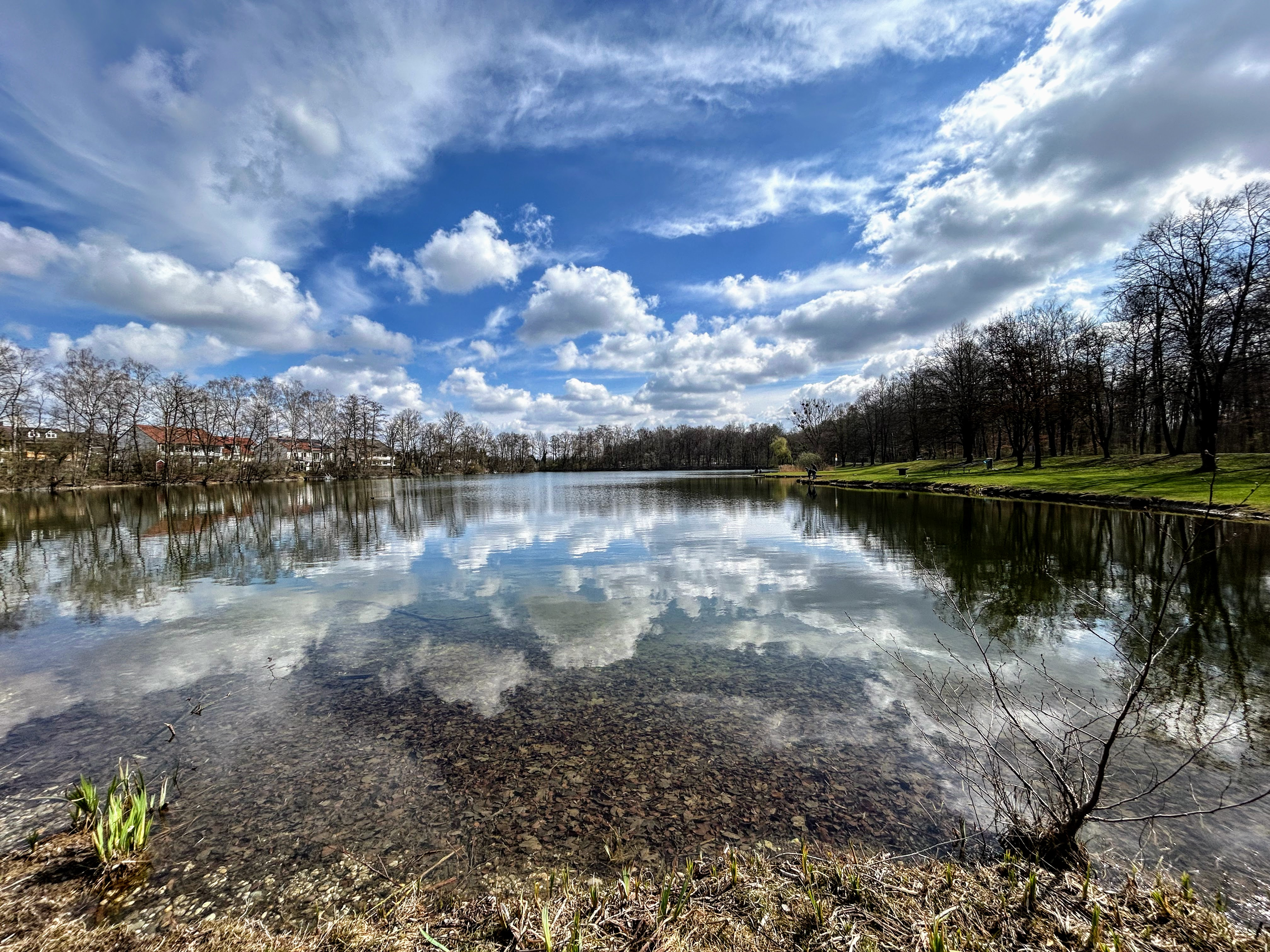
Stadtweiher von Westen